# Zygmunt Noskowski
Zygmunt Noskowski (født 2. maj 1846 i Warsawa, Polen - 23. juli 1909) var en polsk komponist, professor, violinist, dirigent og lærer. 
Noskowski studerede violin og komposition på Musikkonservatoriet i Warsawa hos Stanisław Moniuszko med endt afgangseksamen (1867). Han studerede herefter komposition på et stipendium i Berlin (1872-1875). Noskowski har skrevet 3 symfonier, orkesterværker, kammermusik, koncertmusik, overturer, opera, solostykker for mange instrumenter, og sange. Han var lærer og professor på Musikkonservatoriet i Warsawa og dirigent hos Warsaw Filharmoniske Orkester (1905-1908). Blandt hans elever er  Karol Szymanowski. En del af hans værker er indspillet på det  svenske pladeselskab Sterling. 

## Udvalgte værker
- Symfoni nr. 1 (i A-dur) (1874–1875) - for orkester
- Symfoni nr. 2 (i C-mol) "Elegisk" (1875–1879) - for orkester
- Symfoni nr. 3 (i F-dur) "Fra forår til forår" (1903) - for orkester
- Livia Quintilla (1898) - opera
- Steppen (Symfonisk digtning) (1895) - for orkester
- Marche funèbre (1897) - for orkester